# Поликарп (филм)
„Поликарп” је југословенски и словеначки телевизијски хорор филм из 1969. године. Режирао га је Матија Милчински који је заједно са Соњом Блаж написао и сценарио.

## Улоге
| Глумац       | Улога               |
| ------------ | ------------------- |
| Полде Бибич  | (као Леополд Бибич) |
| Соња Блаж    |                     |
| Радко Полич  |                     |
| Тоне Слодњак |                     |